# Headlong
A Headlong a harmadik dal a brit Queen rockegyüttes 1991-es Innuendo albumáról. Az üteme 4/4-es, D dúrban íródott, és gyors, percenként 144-es a ritmusa. May a gitárjának alsó húrját egy teljes hanggal lejjebb hangolta (Drop D hangolás), így a gitárhangzás keményebb lett, a négyes és hatos húrokon basszushangokat tudott játszani, az első húrokon pedig akkordokat. Bár eredetileg Queen szerzeménynek jelölték, valójában Brian May gitárostól származott az ötlete, aki az Innuendo album Montreux-i felvételeivel párhuzamosan a saját szólódalain is dolgozott. A „Headlong”-ot is a szólólemezére szánta, de az együttes többi tagjának nagyon megtetszett. Mikor May egy alkalommal meghallotta, hogy Freddie Mercury énekli a stúdióban, úgy döntött, hogy „feláldozza” a dalt az együttes számára. Később éppen Mercuryval össze is vesztek a dallal kapcsolatban, mert May túl rockosra akarta venni, teletűzdelve gitárszólókkal, ami Mercurynak nem tetszett. May kompromisszumos megoldásként kénytelen volt visszafogni a gitárszólók számát.
Kislemezként először 1991. január 14-én Amerikában jelent meg, ahol az együttes kiadási jogait éppen akkor felvásároló Hollywood Records túl rizikósnak tartotta az „Innuendo”-t kiadni kislemezen, annak hossza s bonyolult szerkezete miatt, és úgy vélték, hogy a „Headlong” jobban be tud törni az AOR piacra. Ennek ellenére a dal nem aratott számottevő sikert, bár meglepetésre a harmadik helyet érte el a Billboard Mainstream Rock Tracks slágerlistán. Az év május 13-án Angliában is megjelent, és a tizennegyedik helyet érte el a slágerlistán. Az itteni kiadáson az együttes egy 1972-ben felvett, de azóta a fiók mélyén heverő száma, a „Mad the Swine” került a B oldalra. A rajongók értékelték a gesztust, a B oldalas dal majdnem akkora figyelmet kapott, mint a „Headlong”.
A kritikusok többsége főleg a nyerssége és keménysége miatt kedvelte. A Los Angeles Times kritikusa szerint „a Queen nem felejtette el a rockot – a dallamos »Headlong« a címéhez méltóan olyan, mint egy ZZ Top electro-boogie”, míg a Q azt írta: „Miután végzett a könnyedebb dalokkal, Mercury Heavy Metal Emberré változik. A lendületes »Headlong« úgy támad előre, mintha ez lenne az utolsó dal, amelyet a Queen felvett. Mercury Ian Gillan-stílusa bámulatosan meggyőző.” Az Entertainment Weekly kevésbé volt elragadtatva, a „Keep Yourself Alive” halvány utánzatának tartotta.
A dal klipjét az osztrák DoRo rendezőpáros készítette, 1990. november 23-án vették fel a londoni Metropolis stúdióban. Már jó ideje ez volt az első klip, amelyen valóban szerepeltek, mindenféle smink nélkül, és láthatóvá vált, mennyit is öregedtek az évek alatt, hisz már mindannyian betöltötték a negyvenedik életévüket. Mercury energikusnak és boldognak tűnt a klipben, nem látszódott rajta különösebben a betegsége.

## Közreműködők
- Ének: Freddie Mercury
- Háttérvokál: Queen

Hangszerek:
- Roger Taylor: Ludwig dobfelszerelés
- John Deacon: Fender Precision Bass
- Brian May: Red Special, Korg M1 szintetizátor
- Freddie Mercury: zongora

## Kiadás és helyezések
| Helyezések \| Év \| Ország \| Helyezés \| \| ---- \| -------------------------------------------- \| -------- \| \| 1991 \| Brit kislemezlista[12] \| 14 \| \| 1991 \| Amerika Billboard Mainstream Rock Tracks[13] \| 3 \| \| 1991 \| Hollandia MegaCharts[14] \| 43 \| \| 1991 \| Ír slágerlista[15] \| 25 \| | 7" kislemez (Parlophone QUEEN 18, Anglia) 1. Headlong – 4:38 2. All God’s People – 4:19 12" kislemez (Parlophone 12 QUEEN 18, Anglia) / CD (Parlophone CD QUEEN 18, Anglia) 1. Headlong – 4:38 2. All God’s People – 4:19 3. Mad the Swine – 3:19 5" CD (Hollywood PRCD 8262 2, Amerika) 1. Headlong (szerkesztett) – 3:47 2. Headlong – 4:38 3. Under Pressure – 4:02 |          |
| Év | Ország | Helyezés |
| 1991 | Brit kislemezlista | 14       |
| 1991 | Amerika Billboard Mainstream Rock Tracks | 3        |
| 1991 | Hollandia MegaCharts | 43       |
| 1991 | Ír slágerlista | 25       |

## Külső hivatkozások
- Dalszöveg
- Headlong. www.queensongs.info. (angolul) Queensongs.info – Részletes dalszerkezet elemzés
- Headlong videóklip. YouTube
- Slágerlistás helyezései. ukmix.org (angolul)